# Orce
Orce és un municipi situat en l'apèndix nord de la província de Granada, en el límit amb Almeria. Té una població de 1.333 habitants (INE 2009), repartits entre el nucli urbà i les pedanies de Fuentenueva, Venta Micena, i Pozo de la Rueda.
La seva economia tradicional s'ha basat en l'agricultura i en la ramaderia. En els últims anys comença a desenvolupar-se una nova economia entorn de l'explotació dels importants recursos patrimonials, científics i culturals de la localitat. A més, gràcies a la multitud de coves que hi ha a Orce, estan apareixent empreses destinades al turisme rural. En aquesta localitat es va trobar l'Home d'Orce.